# Anna Lesjkovtseva
Anna Vladimirovna Lesjkovtseva (Russisch: Анна Владимировна Лешковцева) (Moskou, 27 april 1987) is een Russisch basketbalspeelster die uitkomt voor het nationale team van Rusland. Ze werd Meester in de sport van Rusland, Internationale Klasse.

## Carrière
In 2009 ging Lesjkovtseva spelen voor Dinamo Moskou. In 2014 ging ze spelen voor MBA Moskou. In 2018 haalde Lesjkovtseva met MBA de finale om de Beker van Rusland. Ze verloren van Dinamo Koersk met 55-85. Met MBA Moskou werd ze het derde om het Landskampioenschap van Rusland in 2022.
Met Rusland 3x3 won Lesjkovtseva goud op de Europese Spelen 3x3 in 2015. Ook won ze zilver op de FIBA 3x3 World Cup in 2014 en FIBA 3x3 World Cup in 2018 en goud op de FIBA 3x3 World Cup in 2017. Ze won goud op de FIBA 3x3 Europe Cup in 2014, FIBA 3x3 Europe Cup in 2017 en brons op de FIBA 3x3 Europe Cup in 2016. Met Rusland speelde Lesjkovtseva op het Europees Kampioenschap in 2019.

## Erelijst
- Landskampioen Rusland:
  - Derde: 2022
- Bekerwinnaar Rusland:
  - Runner-up: 2018